# Jussy-Champagne
Jussy-Champagne – miejscowość i gmina we Francji, w Regionie Centralnym, w departamencie Cher.
Według danych na rok 1990 gminę zamieszkiwało 226 osób, a gęstość zaludnienia wynosiła 8 osób/km² (wśród 1842 gmin Regionu Centralnego Jussy-Champagne plasuje się na 914. miejscu pod względem liczby ludności, natomiast pod względem powierzchni na miejscu 385.).